# Jerami Grant
Ne doit pas être confondu avec Jerai Grant.
Pour les articles homonymes, voir Grant.
Houston Jerami Grant, né le 12 mars 1994 à Portland dans l'Oregon, est un joueur américain de basket-ball. Il évolue au poste d'ailier fort voire d'ailier pour les Trail Blazers de Portland.

## Carrière universitaire
En 2012, il rejoint l'Orange de Syracuse en NCAA.
Le 14 avril 2014, il annonce qu'il se présente à la draft 2014 de la NBA.

## Carrière professionnelle

### 76ers de Philadelphie (2014-2016)
Grant est choisi en 39e place par les 76ers de Philadelphie lors de la draft 2014 de la NBA.
En juillet 2014, il participe à la NBA Summer League de Las Vegas avec les Sixers.
Le 21 janvier 2015, Grant enregistre huit contres lors d'un match opposant Philadelphie aux Knicks de New York.
La saison suivante, le 11 novembre 2015, il réalise le premier double-double de sa carrière dans une défaite de son équipe face aux Raptors de Toronto.

### Thunder d'Oklahoma City (2016-2019)
Il est transféré au début de la saison NBA 2016-2017 des 76ers au Thunder d'Oklahoma City en échange d'Ersan İlyasova et d'un choix de draft protégé.

### Nuggets de Denver (2019-2020)
Le 8 juillet 2019, il est transféré vers les Nuggets de Denver en échange d'un premier de tour de draft 2020.

### Pistons de Détroit (2020-2022)
À l'intersaison 2020, il signe avec les Pistons de Détroit pour 60 millions de dollars sur trois ans.

### Trail Blazers de Portland (depuis 2022)
En juin 2022, Jerami Grant est envoyé aux Trail Blazers de Portland contre un premier tour de draft 2025, un deuxième tour de draft 2025 et 2026, ainsi qu'un échange entre le 36e et le 46e choix de la draft 2022.
Il prolonge avec les Blazers pour un contrat de 160 millions de dollars sur cinq ans à l'été 2023.

## Vie personnelle
Jerami Grant est le neveu de l'ancien joueur de NBA Horace Grant, notamment passé par les Bulls de Chicago et le Magic d'Orlando, son père Harvey Grant, frère jumeau d’Horace, a également évolué en NBA durant 11 saisons. C’est pendant que celui-ci évoluait pour les Portland Trailblazers, que Jerami vint au monde.

## Statistiques

### Universitaires
Les statistiques de Jerami Grant en matchs universitaires sont les suivantes :
| Saison    | Équipe   | Matchs | Titul. | Min./m | % Tir | % 3pts | % LF | Rbds/m. | Pass/m. | Int/m. | Ctr/m. | Pts/m. |
| --------- | -------- | ------ | ------ | ------ | ----- | ------ | ---- | ------- | ------- | ------ | ------ | ------ |
| 2012-2013 | Syracuse | 40     | 9      | 14,3   | 46,2  | 40,0   | 56,2 | 3,00    | 0,50    | 0,40   | 0,50   | 3,90   |
| 2013-2014 | Syracuse | 32     | 20     | 31,4   | 49,6  | 00,0   | 67,4 | 6,80    | 1,40    | 0,80   | 0,60   | 12,10  |
| Carrière  | Carrière | 72     | 29     | 21,9   | 48,6  | 30,0   | 64,1 | 4,70    | 0,90    | 0,60   | 0,50   | 7,50   |

### Professionnelles

#### Saison régulière
| Saison    | Équipe        | Matchs | Titul. | Min./m | % Tir | % 3pts | % LF | Rbds/m. | Pass/m. | Int/m. | Ctr/m. | Pts/m. |
| --------- | ------------- | ------ | ------ | ------ | ----- | ------ | ---- | ------- | ------- | ------ | ------ | ------ |
| 2014-2015 | Philadelphie  | 65     | 11     | 21,2   | 35,2  | 31,4   | 59,1 | 3,05    | 1,22    | 0,62   | 1,05   | 6,32   |
| 2015-2016 | Philadelphie  | 77     | 52     | 26,8   | 41,9  | 24,0   | 65,8 | 4,69    | 1,75    | 0,70   | 1,65   | 9,73   |
| 2016-2017 | Philadelphie  | 2      | 0      | 20,6   | 35,3  | 00,0   | 50,0 | 3,00    | 0,00    | 0,00   | 2,00   | 8,00   |
| 2016-2017 | Oklahoma City | 78     | 4      | 19,1   | 46,9  | 37,7   | 61,9 | 2,55    | 0,59    | 0,42   | 0,96   | 5,40   |
| 2017-2018 | Oklahoma City | 81     | 1      | 20,3   | 53,5  | 29,1   | 67,5 | 3,94    | 0,70    | 0,38   | 0,95   | 8,42   |
| 2018-2019 | Oklahoma City | 80     | 77     | 32,7   | 49,7  | 39,2   | 71,0 | 5,21    | 0,99    | 0,76   | 1,25   | 13,62  |
| 2019-2020 | Denver        | 71     | 24     | 26,6   | 47,8  | 38,9   | 75,0 | 3,49    | 1,24    | 0,70   | 0,80   | 11,99  |
| 2020-2021 | Détroit       | 54     | 54     | 33,9   | 42,9  | 35,0   | 84,5 | 4,63    | 2,81    | 0,65   | 1,07   | 22,31  |
| 2021-2022 | Détroit       | 47     | 47     | 31,9   | 42,6  | 35,8   | 83,8 | 4,06    | 2,36    | 0,94   | 1,04   | 19,23  |
| 2022-2023 | Portland      | 63     | 63     | 35,6   | 47,5  | 40,1   | 81,3 | 4,49    | 2,38    | 0,81   | 0,84   | 20,48  |
| 2023-2024 | Portland      | 54     | 54     | 33,9   | 45,1  | 40,2   | 81,7 | 3,54    | 2,81    | 0,83   | 0,63   | 20,96  |
| 2024-2025 | Portland      | 47     | 47     | 32,4   | 37,3  | 36,5   | 84,9 | 3,47    | 2,15    | 0,87   | 0,98   | 14,40  |
| Carrière  | Carrière      | 719    | 434    | 27,9   | 44,9  | 36,4   | 75,3 | 3,93    | 1,60    | 0,67   | 1,04   | 13,11  |

#### Playoffs
| Saison   | Équipe        | Matchs | Titul. | Min./m | % Tir | % 3pts | % LF | Rbds/m. | Pass/m. | Int/m. | Ctr/m. | Pts/m. |
| -------- | ------------- | ------ | ------ | ------ | ----- | ------ | ---- | ------- | ------- | ------ | ------ | ------ |
| 2017     | Oklahoma City | 5      | 0      | 22,2   | 61,3  | 33,3   | 85,7 | 3,80    | 0,80    | 0,20   | 0,40   | 9,20   |
| 2018     | Oklahoma City | 6      | 0      | 22,2   | 51,4  | 25,0   | 45,5 | 3,33    | 1,00    | 0,67   | 0,50   | 7,17   |
| 2019     | Oklahoma City | 5      | 5      | 35,2   | 50,0  | 45,0   | 69,2 | 5,60    | 0,80    | 0,60   | 2,00   | 11,60  |
| 2020     | Denver        | 19     | 16     | 34,4   | 40,6  | 32,6   | 88,9 | 3,32    | 1,32    | 0,58   | 0,79   | 11,63  |
| Carrière | Carrière      | 35     | 21     | 30,7   | 45,6  | 34,1   | 80,0 | 3,71    | 1,11    | 0,54   | 0,86   | 10,51  |

## Records sur une rencontre en NBA
Les records personnels de Jerami Grant en NBA sont les suivants, :
| Type de statistique        | Saison régulière | Saison régulière                | Saison régulière | Playoffs | Playoffs                | Playoffs          |
| Type de statistique        | Record           | Adversaire                      | Date             | Record   | Adversaire              | Date              |
| -------------------------- | ---------------- | ------------------------------- | ---------------- | -------- | ----------------------- | ----------------- |
| Points                     | 49               | Pistons de Detroit              | 8 février 2024   | 26       | Lakers de Los Angeles   | 22 septembre 2020 |
| Paniers marqués            | 15               | @ Bulls de Chicago              | 17 février 2021  | 7        | 3 fois                  | 3 fois            |
| Paniers tentés             | 29               | Pistons de Detroit              | 8 février 2024   | 18       | @ Lakers de Los Angeles | 26 septembre 2020 |
| Paniers à 3 points réussis | 8                | 2 fois                          | 2 fois           | 4        | 2 fois                  | 2 fois            |
| Paniers à 3 points tentés  | 17               | Pelicans de La Nouvelle-Orléans | 25 octobre 2024  | 8        | @ Lakers de Los Angeles | 26 septembre 2020 |
| Lancers francs réussis     | 21               | @ Knicks de New York            | 25 novembre 2022 | 10       | Lakers de Los Angeles   | 22 septembre 2020 |
| Lancers francs tentés      | 28               | @ Knicks de New York            | 25 novembre 2022 | 12       | Lakers de Los Angeles   | 22 septembre 2020 |
| Rebonds offensifs          | 6                | 2 fois                          | 2 fois           | 3        | 2 fois                  | 2 fois            |
| Rebonds défensifs          | 9                | 6 fois                          | 6 fois           | 9        | @ Lakers de Los Angeles | 26 septembre 2020 |
| Rebonds totaux             | 14               | Raptors de Toronto              | 20 mars 2019     | 9        | 2 fois                  | 2 fois            |
| Passes décisives           | 6                | 7 fois                          | 7 fois           | 3        | 3 fois                  | 3 fois            |
| Interceptions              | 4                | 3 fois                          | 3 fois           | 3        | @ Lakers de Los Angeles | 20 septembre 2020 |
| Contres                    | 8                | Knicks de New York              | 21 janvier 2015  | 4        | 2 fois                  | 2 fois            |
| Balles perdues             | 5                | 5 fois                          | 5 fois           | 3        | 5 fois                  | 5 fois            |
| Minutes jouées             | 48               | @ Lakers de Los Angeles         | 6 février 2021   | 46       | @ Lakers de Los Angeles | 26 septembre 2020 |

- Double-double : 16
- Triple-double : 0

Dernière mise à jour : 28 décembre 2023